# Lliga catalana Challenge femenina
La Lliga Catalana Challenge Femenina és una competició esportiva de clubs catalans de bàsquet femení. De caràcter anual, és organitzada per la Federació Catalana de Bàsquet i fou creat la temporada 2021-22. Hi participen els equips catalans que competeixen a la Lliga Challenge estatal, que es disputa en format de final four. La competició forma part de les Lligues catalanes que se celebra cada any a principis de la temporada, normalment al mes de setembre o octubre. En els darrers anys, la presència de tres equips catalans a la Lliga femenina estatal i el format de la competició, el campió de la Lliga catalana Challenge té dret a participar en la fase final de la Lliga Nacional Catalana.

## Historial
| En negreta = Equip guanyador (1) = Nombre de campionats (prò.) = Pròrroga Nota: Noms dels equips segons l'època |

| Edició | Temp.   | Data       | Campió                   | Resultat | Subcampió                | Seu                              | refs  |
| ------ | ------- | ---------- | ------------------------ | -------- | ------------------------ | -------------------------------- | ----- |
| I      | 2021-22 | 20-09-2021 | Barça CBS (1)            | 73-52    | Advisoria Mataró Maresme | Pavelló Castell d’en Planes, Vic | [ 1 ] |
| II     | 2022-23 | 25-09-2022 | Joventut Badalona (1)    | 72-47    | Lima-Horta Barcelona     | Pavelló Castell d’en Planes, Vic | [ 2 ] |
| III    | 2023-24 | N/D        | Talenom Boet Mataró (1)  | lligueta | Joventut Badalona        | N/D                              | [ 3 ] |
| IV     | 2024-25 | 18-09-2024 | Lima-Horta Barcelona (1) |          | Barça CBS                | Pavelló Castell d’en Planes, Vic | [ 4 ] |

## Palmarès
| Equip                                 | Campió | Subcampió | Anys campió | Anys subcampió |
| ------------------------------------- | ------ | --------- | ----------- | -------------- |
| Club Bàsquet Santfeliuenc             | 1      | 1         | 2021-22     | 2024-25        |
| Club Joventut Badalona                | 1      | 1         | 2022-23     | 2023-24        |
| Club Bàsquet Boet Maresme Mataró      | 1      | 1         | 2023-24     | 2021-22        |
| Club Bàsquet Santa Rosa de Lima Horta | 1      | 1         | 2024-25     | 2022-23        |